# Mjasziscsev Kísérleti Gépgyár
A Mjasziscsev Kísérleti Gépgyár, röviden EMZ (cirill betűkkel: Экспериментальный Машиностроительный Завод им. В. М. Мясищева, magyar átírásban: Ekszperimentalnij Masinosztroityelnij Zavod imenyi Mjasziscseva), vagy Mjasziscsev tervezőiroda, korábbi kódnevén OKB-23 szovjet, majd orosz tervezőiroda és gépgyár.

## Története
Mjasziscsevet 1951-ben bízták meg egy sugárhajtású, nagy sebességű nehézbombázó repülőgép kifejlesztésével. Ezért 1951 tavaszán a korábban a Pe–2 zuhanóbombázókat gyártó moszkvai 23. sz. repülőgépgyárban létrehoztak egy tervezőirodát Petjakov számára. A kiemelt bombázó fejlesztési projekt miatt az egész szovjet repülőgépiparnak biztosítania kellett a szakembereket az OKB–23 számára. Az iroda szakember igényeinek kielégítésére emellett a Moszkvai Repülési Intézet összes 1951-es végzős hallgatóját odavezényelték.
A bombázó-fejlesztés eredményeként kevesebb mnt két év alatt elkészült a négy sugárhajtóművel felszerelt M–4 stratégiai bombázó. A tervezőiroda ehhez kidolgozta a légi utántöltés rendszerét i, ez lett az első levegőben utántölthető szovjet repülőgép. Később modernizált változatát 3M jelzéssel gyártották.
Az 1950-es évek második felében kezdődött a szuperszonikus M–50 stratégia bombázó fejlesztése. Ez 1959-re elkészült, de végül nem rendszeresítették.
Ebben az időszakban foglalkozott a tervezőiroda az első szovjet űrrepülőgép, a VKA–23 tervein.
1960-ban Mjasziscsevet a CAGI igazgatójává nevezték ki, az OKB–23 tervezőiroda Vlagyimir Cselomej OKB–52 tervezőirodájának fiókintézete lett. Mjasziscev 1967-ig állt a CAGI élén, majd távozása után újra létrehozták a tervezőirodáját, de más helyszínen, Zsukovszkijban, a korábbi OKB–23 tervezőiroda egykori kísérleti repülőbázisán. Ez később a Molnyija tervezőiroda alárendeltségébe került, napjainkban pedig az Egyesített Repülőgépgyártó Vállalat része.